# Impact Is Imminent
Impact Is Imminent es el cuarto álbum de thrash metal banda Exodus y el primero con Capitol Records. Este es el primer álbum en que aparece de John Tempesta en la batería y es el último álbum de estudio de Rob McKillop en el bajo, a pesar de que aparecería en su próximo álbum en vivo, Good Friendly Violent Fun y en su álbum recopilatorio de 1992, Lessons in Violence.
Fue reeditado en 2008 en una edición limitada de miniálbum de embalaje para asemejarse a la edición en vinilo original, incluyendo la funda interior.
Exodus se acercaba al éxito comercial y elogios de la crítica. Este disco es el siguiente de Fabulous Disaster aunque Impact Is Imminent es catalogado como un mal trabajo por parte de Exodus.

## Gira promocional
Exodus pasó la segunda mitad de 1990 de gira en apoyo de Impact Is Imminent. La banda actuó de telonero para Red Hot Chili Peppers (que fueron compañeros de sello con Exodus en ese momento) en The Kaiser Center en Oakland el 21 de julio de 1990. Exodus formó parte de dos giras importantes: en agosto de 1990, recorrieron los Estados Unidos con Suicidal Tendencies y Pantera (que acababa de publicar los álbumes más exitosos de sus respectivas carreras: Lights...Camera...Revolution! Y Cowboys from Hell) y tres meses después, recorrieron Europa con Flotsam and Jetsam, Vio-Lence y Forbidden. Exodus concluyó la gira el 28 de diciembre de 1990 en The Fillmore. La banda tenía programada una gira a principios de 1991 con Judas Priest y Annihilator en the European Painkiller tour, pero fueron retirados de la gira y reemplazados por Pantera porque su sello se negó a pagar el apoyo de la gira.

## Lista de canciones
Todas las canciones escritas y compuestas por Steve Souza y Gary Holt.. 
| N.º   | Título                            | Duración |  |
| 1.    | «Impact Is Imminent»              | 4:20     |  |
| 2.    | «A.W.O.L.»                        | 5:44     |  |
| 3.    | «The Lunatic Parade»              | 4:14     |  |
| 4.    | «Within The Walls Of Chaos»       | 7:45     |  |
| 5.    | «Objection Overruled»             | 4:34     |  |
| 6.    | «Only Death Decides»              | 6:07     |  |
| 7.    | «Heads They Win (Tales You Lose)» | 7:43     |  |
| 8.    | «Changing Of The Guard»           | 6:49     |  |
| 9.    | «Thrash Under Pressure»           | 2:38     |  |
| 49:47 |                                   |          |  |

## Alineación
- Steve "Zetro" Souza  -  Voz
- Gary Holt  -  Guitarra
- Rick Hunolt  -  Guitarra
- Rob McKillop  -  Bajo
- John Tempesta  -  Batería

### Personal adicional
- Grabado en Music Grinder y Record Two Mendocino
- Grabación adicional en Alpha & Omega, The Plant y Earwax Studios
- Producido por The H-Team
- Grabado por Csaba Petocz
- Mezclado por Marc Senesac en Alpha & Omega
- Ayuda adicionale por John Bush, Demetri Lewis, Chris Fuhrman, Newell Andy, y Jim McKee
- Asistente diseñado por Steve Heinke, Ethan Lawrence, Stobie Shawna, Wild Ulrich, McMackin Casey, y Lacarrubba Manny
- Masterizado por Stephen Marcussen en Precision Mastering

## Posicionamiento
Álbum
| Año  | Listas            | Posición |
| ---- | ----------------- | -------- |
| 1990 | The Billboard 200 | 137      |